# علی‌بلاغی (خداآفرین)
علی‌بلاغی یکی از روستاهای استان آذربایجان شرقی است که در دهستان دیزمار شرقی بخش منجوان شهرستان خداآفرین واقع شده‌است.
از مهمترین‌ محصولات‌ این روستا به گندم‌ ،جو ،گردو‌ وفندق و تمشک اشاره کرد‌ روستایی‌ علی بلاغی از بزرگترین‌ روستاهایی‌ آن منطقه‌ میباشد‌ که در مجاورت‌ کوه سال داغی‌ واقع‌ شده است که با روستاهای‌ لومه‌ ،موسئ کندی،حسن‌ بگلو‌، هوچ ،رشتین‌ و تازه‌ کند مجاور‌ هست.
از اشخاص به نام روستا به رستم خان واسمائیل‌  خان   اختیار جعفریان،کربلایی‌ جبراییل‌  ، خانکشی‌ میتوان نام برد.
کار عمده اهالی روستا دامداری‌ وکشاورزی هست‌‌اینا‌ریش‌سفیدان‌این‌روستا‌بودند‌‌الان‌متاسفانه‌‌ همشون‌‌ به‌ رحمت‌ خداوند‌ متعال‌ رفتند
این روستا با منظره ای بکر در میان جنگل های ارسباران که به ریه زمین معروف است واقع شده است 
آب و هوای این مکان بسیار عالیست و حتی در تابستان هم هوای سردی دارد 
علی بلاغی یک روستای عالی برای گردشگری است

## علی‌بلاغی‌
- «نتایج سرشماری ایران در سال ۱۳۸۵». درگاه ملی آمار. بایگانی‌شده از روی نسخه اصلی در ۲۱ آبان ۱۳۹۲.